# Klein-Ulsda
Klein-Ulsda est un hameau qui fait partie de la commune de Westerwolde dans la province néerlandaise de Groningue.